# Romagne (cépage)
 (février 2025).
Si vous disposez d'ouvrages ou d'articles de référence ou si vous connaissez des sites web de qualité traitant du thème abordé ici, merci de compléter l'article en donnant les références utiles à sa vérifiabilité et en les liant à la section « Notes et références ».
Pour les articles homonymes, voir Romagne.
Le romagne  est un cépage local utilisé en Italie en région Romagne, notamment par la Fattoria Paradiso.